# 福倫霍弗

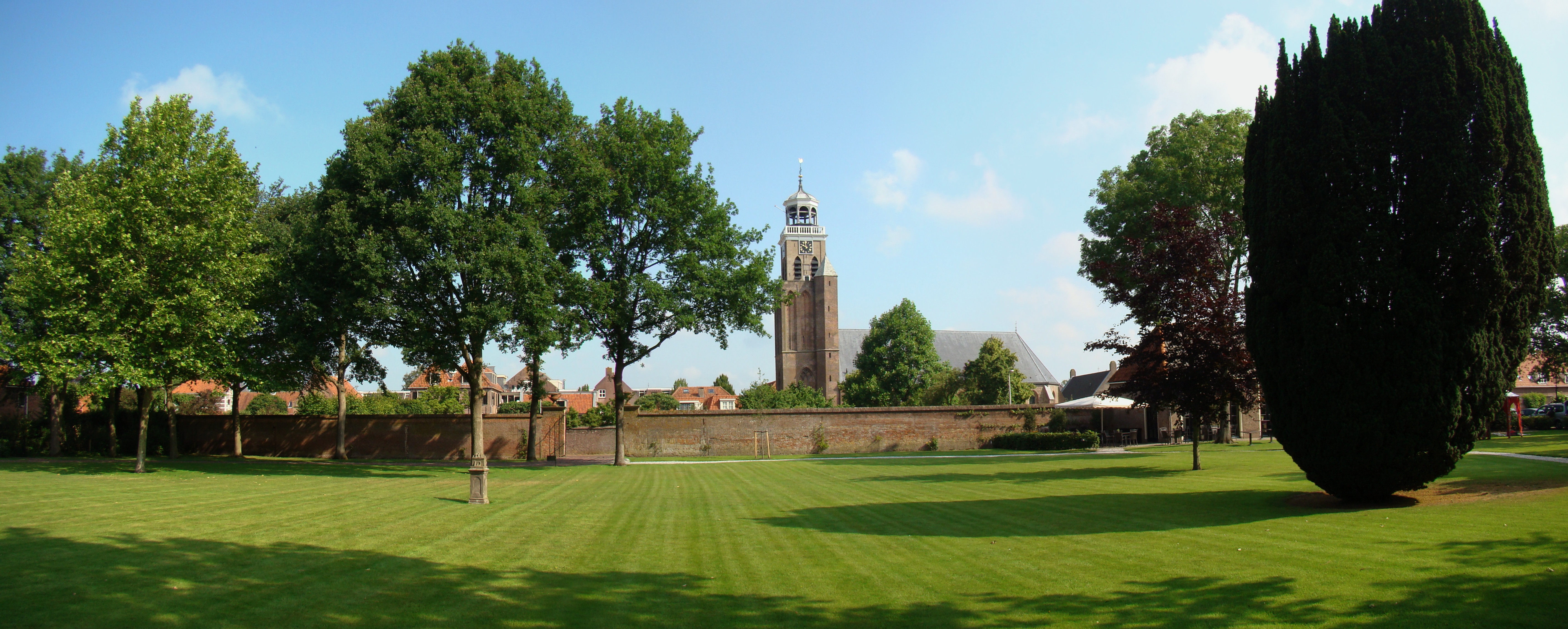

福倫霍弗（荷兰语：Vollenhove）是荷蘭的城市，位於該國北部愛塞湖沿岸，由上愛塞省負責管轄，海拔高度約10米，該鎮在中世紀時期的主要經濟活動是漁業，2006年人口4,121。

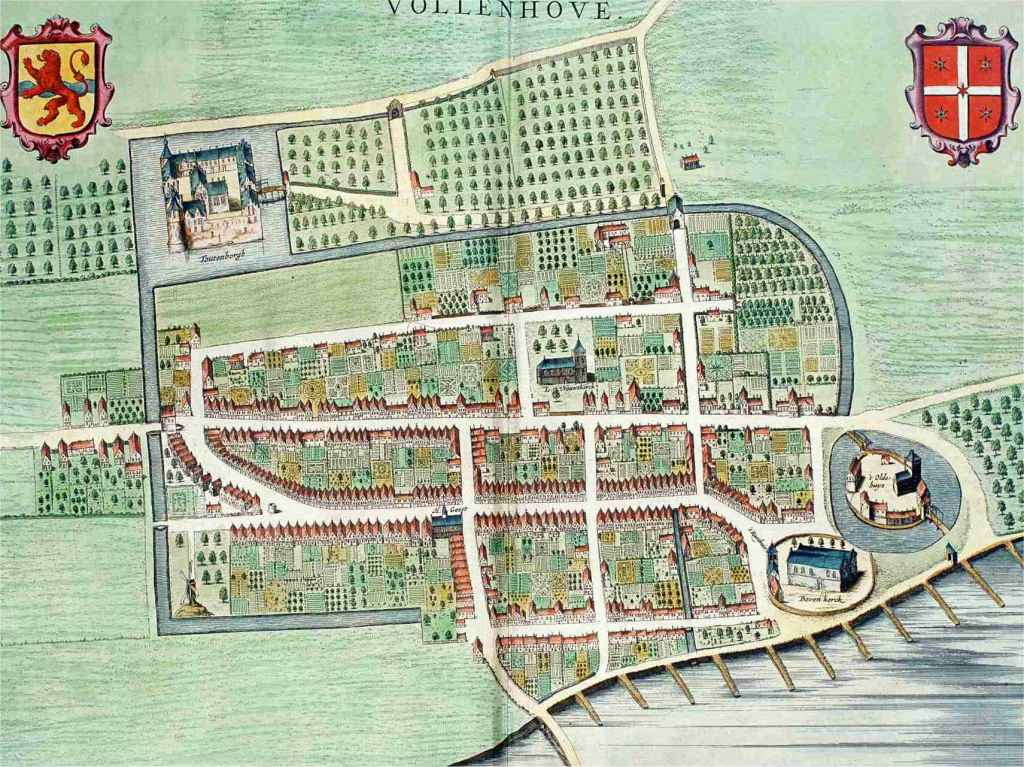

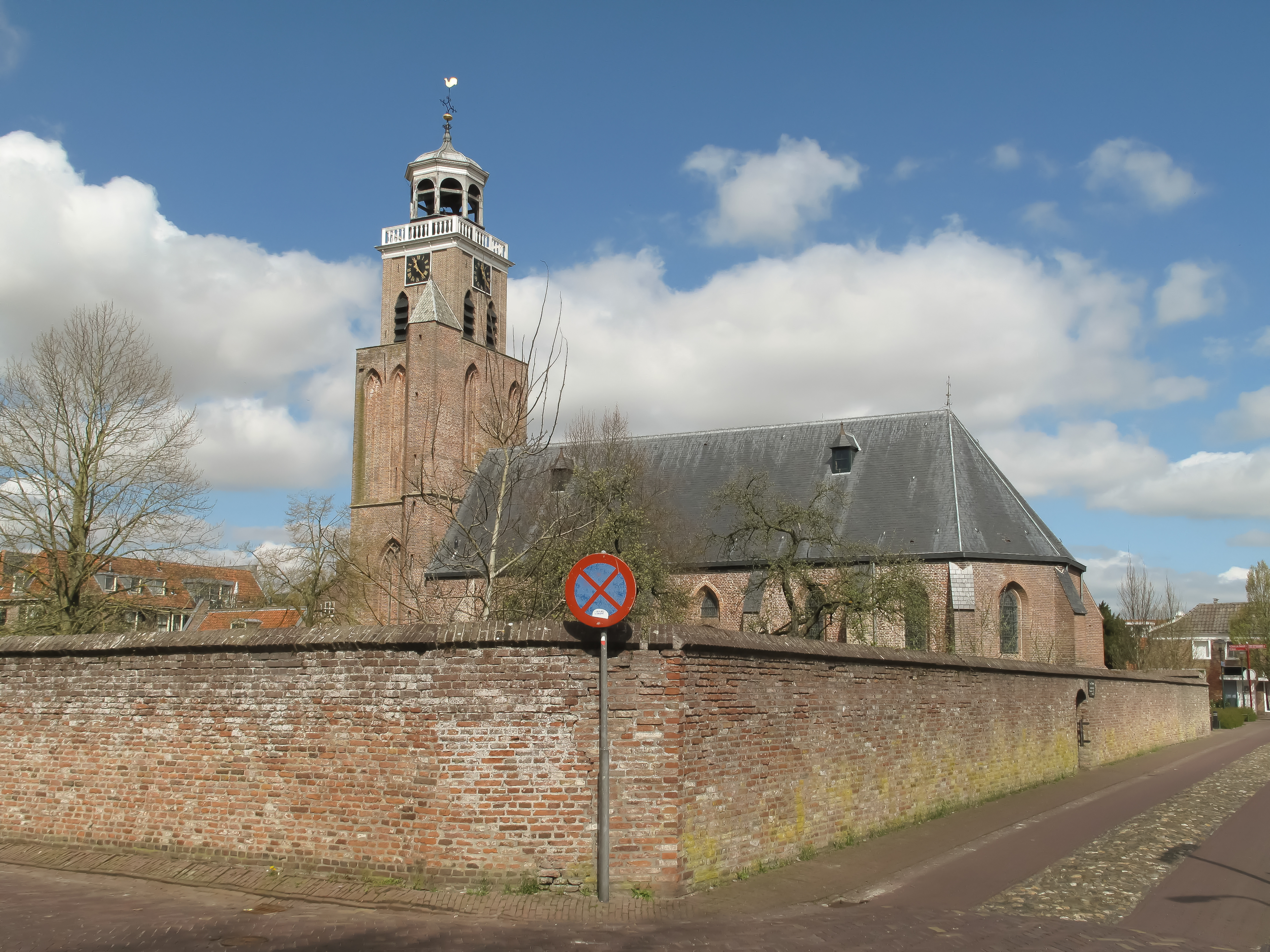

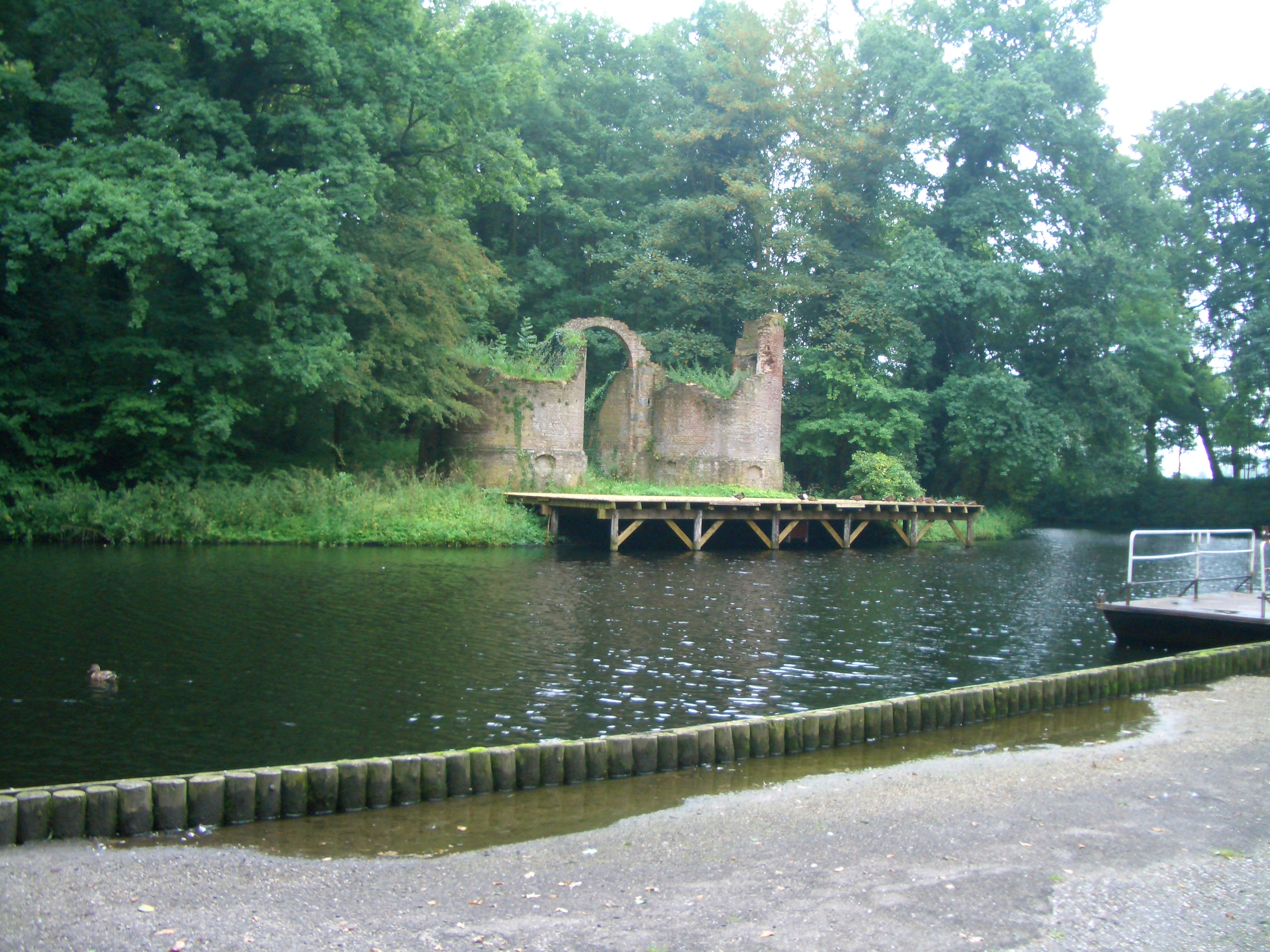

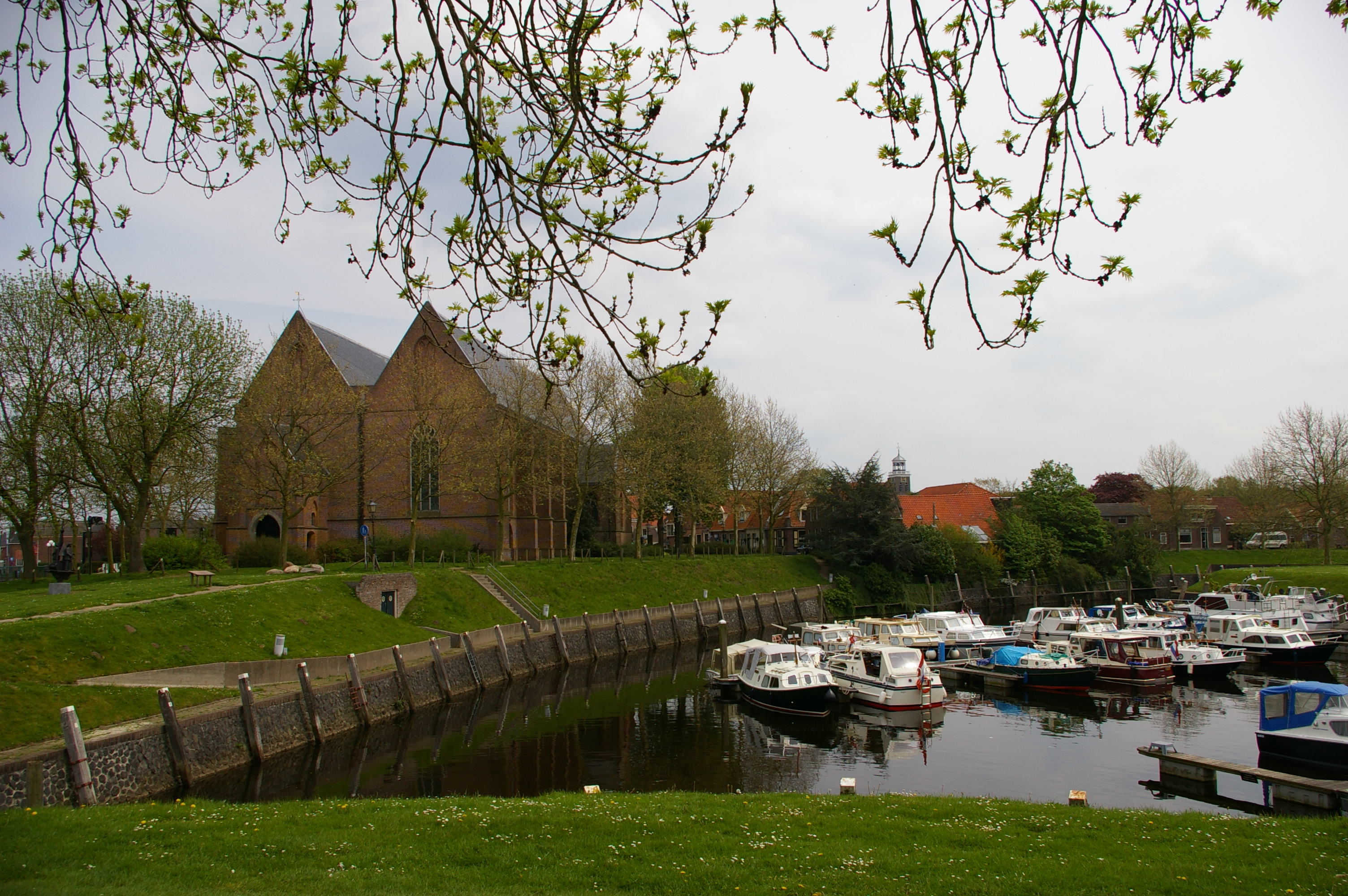

52°41′N 5°57′E / 52.683°N 5.950°E